# Aeroporto de Brejo
O Aeroporto de Brejo era um aeródromo localizado no município de Brejo, no Maranhão. Possuía duas pistas de pouso com as características de pavimento (PCN) 8/F/C/Y/U, capaz de receber aviões de pequeno porte. Em 23 de julho de 2014, o aeródromo foi desativado pela ANAC por não ter apresentado o Plano Básico de Zona de Proteção de Aeródromo  (Documento de aplicação genérica que estabelece as restrições impostas ao aproveitamento das propriedades dentro da ZPA - Zona de Proteção de um Aeródromo), exigido para todos os aeroportos dentro do território brasileiro. Atualmente, no município de Brejo existe somente uma pista de pouso homologada na zona rural do município (Fazenda Vontobel), sendo um aeródromo privado pertencente à Empresa Agrícola Vontobel LTDA.